# Pedro de Ávila

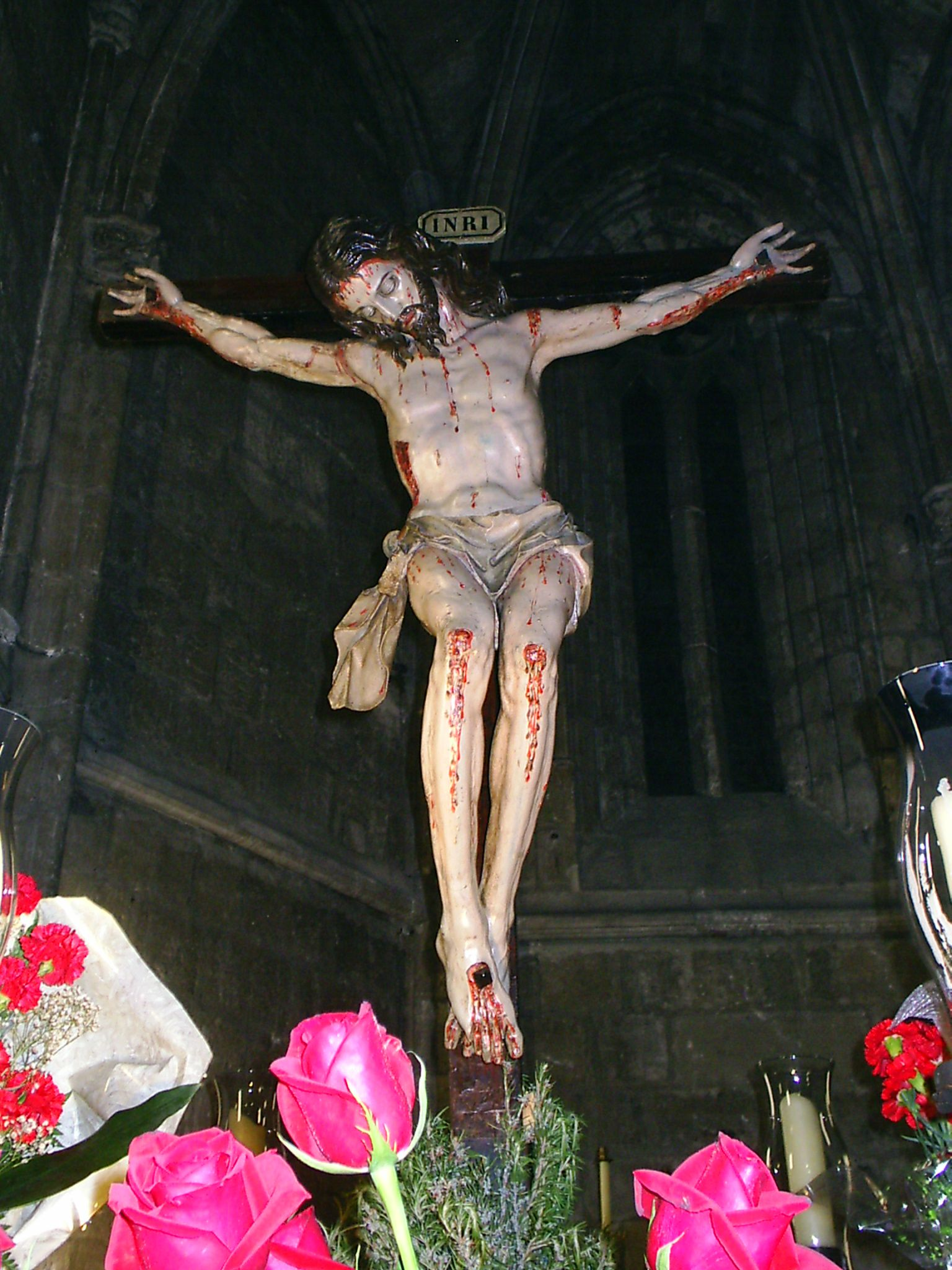
Cristo del Olvido

Pedro de Ávila Ezquerra (Valladolid, 30 de junio de 1678 - 1755) fue un escultor español perteneciente a la llamada escuela vallisoletana en las primeras décadas del siglo XVIII.

## Biografía

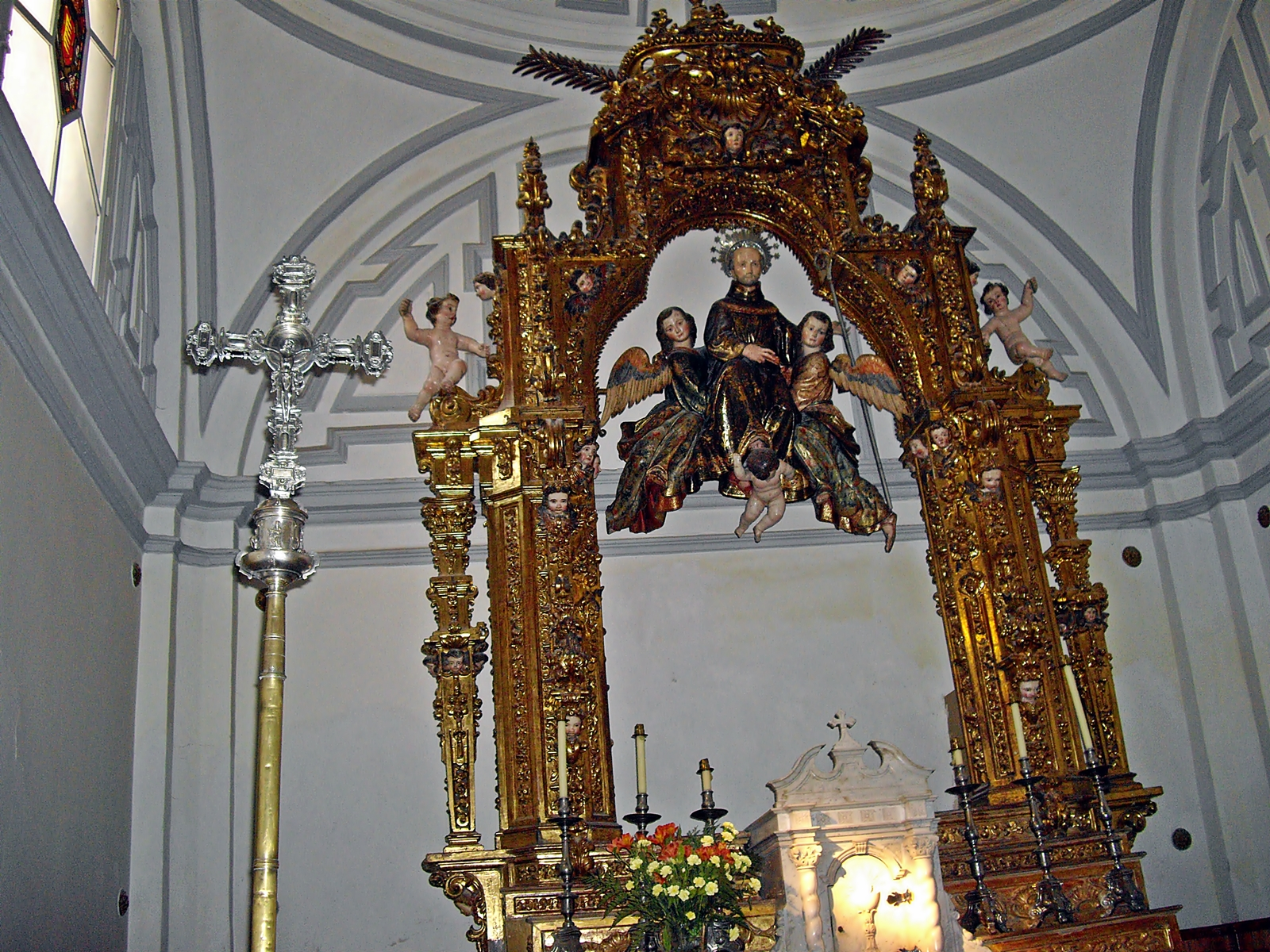
Retablo de Pedro de Ávila sobre el Milagro de la translación de San Pedro Regalado, en la iglesia de El Salvador de Valladolid.

Es heredero en cierto modo de los modelos de Gregorio Fernández, que ya usara su padre, el también escultor vallisoletano Juan de Ávila. Tras la muerte de este último, entrará en el taller de Juan Antonio de la Peña, con cuya hija contrajo matrimonio en 1700. Sus primeros trabajos como escultor los realizará a las órdenes de su suegro.
Su primer estilo está muy ligado al de su padre, pero más adelante se hará más barroco, con los pliegues de los paños tratados de forma muy dinámica, con el característico borde agudo («pliegues a cuchillo»). Las cabezas de las figuras tienen una forma casi rectangular, con una gran elegancia en el modelado de los cabellos. El arte de Pedro de Ávila tomará un aire mucho más naturalista, como se puede observar en las esculturas que realizó para la iglesia vallisoletana de San Felipe Neri.

## Obras destacadas
- San Pedro (1720, iglesia parroquial del Salvador, Valladolid). Es una imagen procesional perteneciente a la Cofradía de Ntro. Padre Jesús Resucitado y es llamada Las lágrimas de San Pedro.
- Piedad (1702, colegio de San Albano, Valladolid)
- San Miguel arcángel (1714, iglesia parroquial de Castil de Vela, Palencia)
- San Pedro y San Pablo (1720, retablo mayor, San Felipe Neri, Valladolid)
- María Magdalena (1720, San Felipe Neri, Valladolid)
- Inmaculada Concepción (1720, San Felipe Neri, Valladolid)
- Cristo del Olvido (1720, San Felipe Neri, Valladolid)
- Dolorosa (c. 1700, Catedral de Orense)
- Cristo del Perdón (c. 1708, Catedral de Orense)
- Esculturas del retablo mayor de Santa María de Colaña (Castromocho, Palencia)